# بیمارستان ادونتیست اوکلند
بیمارستان ادونتیست اوکلند (به انگلیسی: Auckland Adventist Hospital) بیمارستانی در شهر آوکلند نیوزیلند است که در ۱۹۷۶ میلادی ساخته شد.